# Jamsheed Marker
Jamsheed Marker (* 24. November 1922 in Hyderabad; † 21. Juni 2018 in Karatschi) war ein pakistanischer Diplomat mit einer 42-jährigen diplomatischen Karriere. Er diente vom 17. September 1986 bis zum 30. Juni 1989 als Botschafter Pakistans in den Vereinigten Staaten in den Regierungen von Muhammad Khan Junejo und Benazir Bhutto.

## Leben
Marker wurde 1922 in eine Parsi-Familie geboren. Sein Vater, Kekobad Ardeshir Marker, betrieb eine Apotheke. Er besuchte die Doon School in Indien und anschließend das Forman Christian College in Lahore. Seiner Leidenschaft, Cricket, ging er an beiden Schulen nach. Marker kommandierte während des Zweiten Weltkriegs eine Einheit aus Minensuchern. Anschließend war er als Cricketkommentator im Radio tätig. Cricket ist in Pakistan die mit Abstand beliebteste Sportart. Sein erstes Spiel, die Tour Indiens in Pakistan 1954, kommentierte er zusammen mit Omar Kureishi im Radio. Er arbeitete bis 1965 im eigenen Familienunternehmen, bis er zum Botschafter Pakistans in Ghana ernannt wurde. Er war auch in Mali und Guinea tätig. Er repräsentierte Pakistan als Botschafter in Europa und Nordamerika. Marker wurde 1986 zum Botschafter Pakistans in den USA ernannt. Er war maßgeblich an den Verhandlung zum Abzug der Sowjetunion aus Afghanistan beteiligt. Er arbeitete auch eng mit Zia ul Haq am Atomprogramm Pakistans zusammen. Marker war 1999 ständiger Vertreter der UN in Osttimor. Marker veröffentlichte 2003 über seine Zeit bei der UN das Buch East Timor: A Memoir of the Negotiations for Independence. Marker wurde in Pakistan als Nichtmuslime sehr geschätzt und respektiert. Er unterhielt enge Beziehungen zu pakistanischen Regierungsführern. Er übte jedoch Kritik an den Politikern Bhutto, Nawaz Sharif und Zulfiqar Ali Bhutto. Marker nahm von 1995 bis 2004 eine Lehrtätigkeit in Internationale Beziehungen in Florida wahr. Marker wurde für seine langjährige Karriere in der Diplomatie zum Diplomat at large durch Premierminister Shaukat Aziz ernannt. Er wurde außerdem 2011 durch Präsident Asif Ali Zardari mit dem Hilal-i-Imtiaz ausgezeichnet.

## Werke
- East Timor. A Memoir of the Negotiations for Independence
- The American Papers. Secret and Confidential India-Pakistan-Bangladesh Documents (mit Roedad Khan)
- Quiet Diplomacy: Memoirs of an Ambassador of Pakistan